# Паломницький туризм

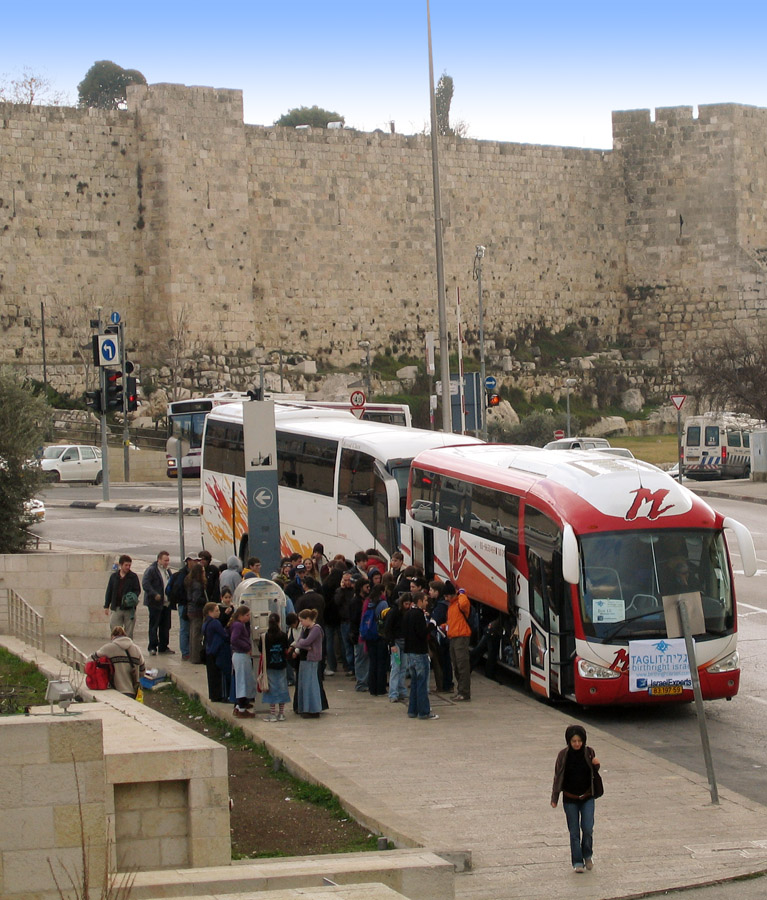
Туристи

Паломницький туризм - вид туристичних переміщень, представниками різних конфесій із культурною метою.
Інтерес до такого виду туризму як окремої туристичної галузі   зростає й викликає додатковий інтерес. Відбувається становлення туристських фірм та організації релігійного та паломницького характеру.

## Термінологія
Турист -  особа, яка здійснює мандрівку по Україні або до іншої країни з не забороненою законом країни метою перебування на термін від 24 годин до одного року без здійснення будь-якої оплачуваної діяльності та із зобов'язанням залишити країну або місце перебування в зазначений термін. Любителя подорожувати стали називати туристом десь наприкінці XIX століття. Запозичене з французької мови слово носило тоді дещо глузливий відтінок, наближаючись за значенням до «гультяя» та «швенді». Трохи пізніше настільний енциклопедичний словник витлумачив туризм як «подорож задля власної насолоди, розваги».
Паломництво - мандрування віруючих людей до святих місць (наприклад, у християн — до Єрусалима, у мусульман — до Мекки й Медини тощо). Людей, що здійснюють паломництва, називають паломниками або прочанами.
Паловник (Богомолець) -  той, хто відвідує так звані святі місця.

## Історія паломницького туризму
Ходіння віруючих до святих місць на поклоніння відоме ще з давніх-давен. Центрами паломництва в давнину були храми Амона в єгипетських Фівах, Осіріса в Абідосі, Аполлона в Дельфах та ін.
У Старому Завіті згадуються випадки подорожі благочестивих ізраїльтян до головної тодішньої святині Скінії з Ковчегом Завіту (пізніше — до Єрусалимського храму) для вчинення жертвоприношень та молитов.
У Новому Завіті також бачимо продовження звичаїв паломництва, коли Святе сімейство — Діва Марія з 12-річним юнаком Ісусом Христом і чоловіком Йосипом Обручником здійснили щорічне відвідування Єрусалиму на свято Великодня (Лк. 2:41—52).
Апостол Павло, незважаючи на смертельну загрозу та численні вмовляння, здійснив свою останню паломництво з дотриманням усіх старозавітних обрядів, під час яких він і був схоплений та заарештований.
Для запобігання прощі християн, римські імператори всіляко прагнули знищити все, що пов'язано з Ісусом Христом, руйнували храми, зрили гору Голгофу, навіть перейменовували міста, а на християнських святинях влаштовували язичницькі капища.
З здобуттям волі у IV столітті християни значно частіше стали здійснювати паломництва і у Палестину, де відбувалися божественні діяння Спасителя. Кожен паломник отримує багато вражень від чудесних знамень та незвичайних збігів, що відбулися з ним під час паломництва.
Однак святитель Григорій Ніський засуджує надмірне захоплення паломництвом, вважаючи, що паломники часто здійснюють подорожі з цікавості, впадають у непристойні історії та спокуси. Багато православних вважають, що в будь-якому храмі можна причаститися Тіла і Крові Христових (найвищої святині), а гроші, зібрані для паломництва, краще роздати жебракам. Серед православних ченців віталося затворництво (від спокус світу), а паломництво і хресні ходи допускалися для зміцнення членів Церкви, які ще не зміцніли у вірі.
У середні віки поряд з Палестиною паломництво почалося: у православних — до Константинополя, на гору Афон (Греція); у католиків - у Рим і Лорето (Італія) дорогою франків, в Лурд (Франція).
Релігійна мотивація має значний вплив на туристські потоки. Історія релігійного туризму має давнє коріння. Найперші, відомості про культурні подорожі належать до періоду Античності. Найвідомішим культовим центром Еллади був розташований у поселенні Дельфи і мав загальногрецьке значення завдяки свому оракулу. Також юрби сюди збиралися для того, щоб дізнатися про віщування провидиці Піфії.
В Середньовіччі міграція з релігійних мотивів розвивалась та набрала нових рис, знайшовши свій прояв у формі Хрестових походів, які відбувалися під прапором боротьби і звільнення святих для християн місць. 
Паломницький рух розширився у XV-XVI століттях і зі зростанням його масштабів посилилася неоднорідність цих потоків.
Серед паломників були дворяни, які шукали посвячення в лицарі в Єрусалимі біля Гробу Господнього, політичні і військові агенти королів, які прагнули набути оккультних знань, особистості творчі, як наприклад Юстус Тенеллус і Вільгельм Постель, які за дорученням короля Франції Франциска Другого збирали в Палестині рукописи для паризької бібліотеки, і, звичайно, купці, що подорожували з метою торгівлі.
В ХІХ столітті священі подорожі набрали організованих форм. З 1861 року шорічно у Франції організовували паломницькі каравани, які булт знаком покаяння за злочини республіканського уряду проти Католицької церкви. Кількість учасників складала 300-400 чоловік. З 1870-х років францисканці відправляли також у карнавали з Відня і Мюнхена.

## Основні світові місця паломництва
Для географічного вивчення широкої картини паломництва використовують районування та виокремлюють 11 макрорегіонів паломництва: 
1) християнська Європа; 
2) Північна Америка з домінуючим становищем християнства і багаточисленими іншими релігіями; 

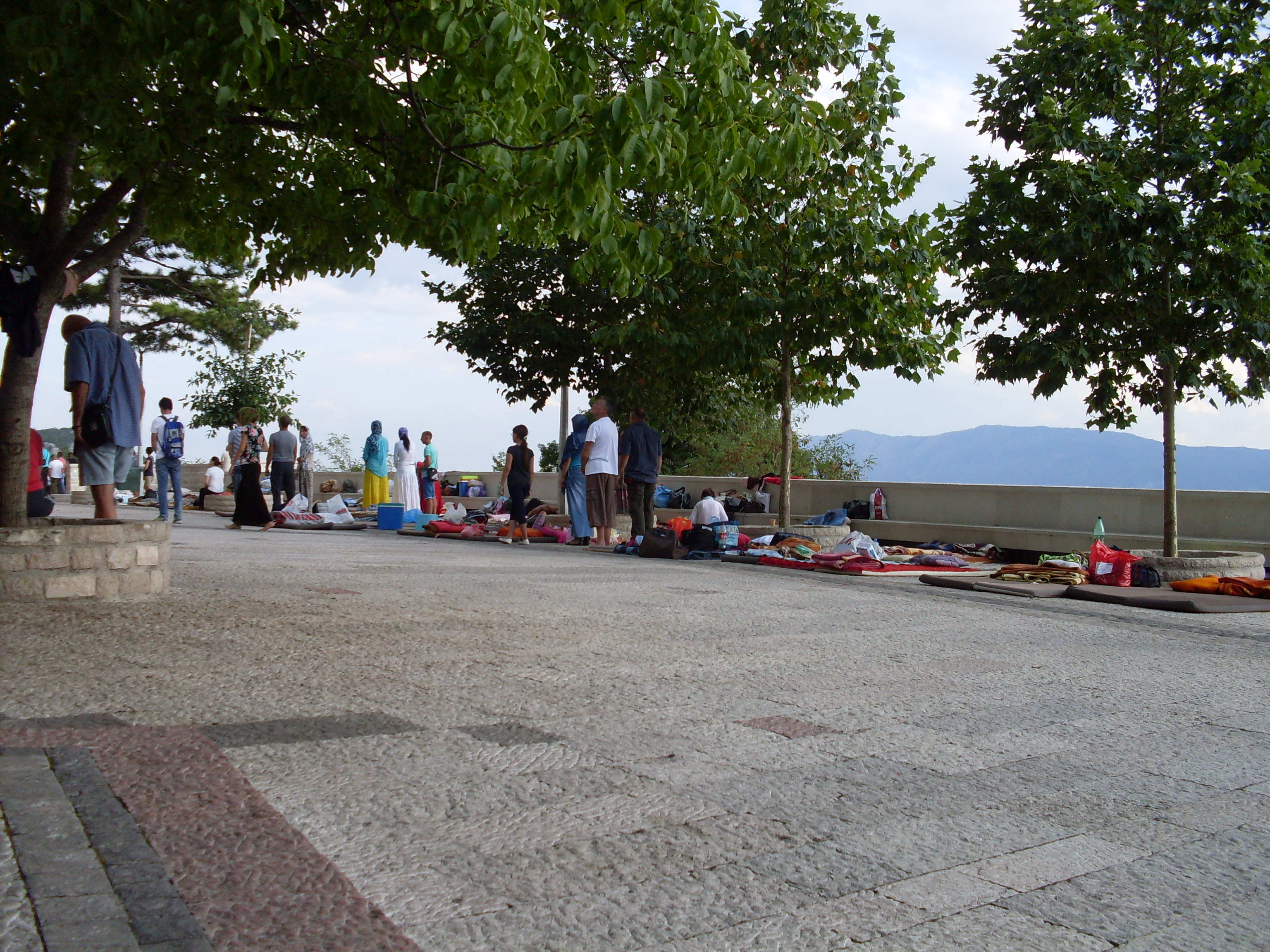
Паломницький туризм

3) Латинська Америка з переважанням християнства і місцевими традиційними релігіями;
4) Північна Африка з переважанням ісламу; 
5) Західна і Східна Африка, де переважає іслам і існують окремі центри християнства та традиційних релігій; 
6) Західна Азія з домінантою ісламу і анклавами християнства і іудаїзму; 
7) Південна Азія, де поширені індуїзм і буддизм, а також є центри християнства, джайнізму, сикхизму і ісламу; 
8) Південно-Східна Азія з переважанням буддизму, ісламу, християнства і анклавами індуїзму; 
9) Східна Азія з пануючим буддизмом, конфуціанством, синтоїзмом і ділянками ісламу і християнства; 
10) Центральна Азія з домінантою буддизму (головним чином ламаїзму);
11) Середня Азія з пануванням ісламу.
Кожен макрорегіон приймає міжнародні потоки віруючих різних релігій. Найбільшим релігійним центром світу вважається Єрусалим — святе місце одразу для трьох релігій — юдаїзму, християнства та ісламу. Для юдеїв головним місцем для молитви та відвідування є Стіна Плачу, християнські паломники їдуть сюди пройти по стопах Ісуса Христа, мусульмани - у мечеть Омара (Купол скелі).
У буддизмі місцями паломництва є буддійський монастир міста Лхаса, Потала — палац Далай-лами, найбільший у світі храмовий комплекс Боробудур на острові Ява (Індонезія),  Храм зуба, де зберігається один із зубів Будди та Храм Смарагдового Будди в Таїланді. В індуїзмі центрами паломництва є священна річка Ганг, міста Патна, Варанасі, Амарнат, Праяградж.
Загалом, у світі виділяють 13 великих конфесійних районів паломництва, найбільшими з яких є:
1. Європа (із переважанням християнства);
2. Північна Америка (християнство з іншими численними релігіями);
3. Латинська Америка (християнство з місцевими традиційними релігіями);
4. Північна Африка (із переважанням ісламу);
5. Західна Азія (переважно іслам, християнство, юдаїзм);
6. Південна Азія (індуїзм, буддизм, сикхізм, іслам, центри християнства та джайнізму);
7. Південно-Східна Азія (переважно буддизм, а також іслам, християнство й центри індуїзму);
8. Східна Азія (буддизм, конфуціанство, синтоїзм, християнство та іслам);
9. Середня й Центральна Азія (переважно іслам і буддизм) та інші.

## Види
Для заохочення паломництва складалися путівники, багато з яких стали важливими історичними джерелами. За зазвичай виділяють декілька видів паломництва, що класифікуються по різних ознаках:
1) до числу учасників і сімейній приналежності - індивідуальні, сімейні і групові паломництва;
2) за тривалістю - тривалі і короткочасні паломництва;
3) по сезонності - цілорічні паломництва, а також приурочені до релігійних свят;
4) по об'єктах відвідини - відвідини конфесійних культових місць (монастирів, храмів), а також природних культових місць (гір, озер, печер, джерел);
5) по місце розташуванню об'єктів паломництва - внутрішні (в межах державних кордонів) і зарубіжні паломницькі тури;
6) за ознакою обов'язковості - добровільні і обов'язкові паломницькі тури (наприклад, в ісламі паломництво хадж є обов'язковим для кожного правовірного).

## Суть та значення
Сучасне паломництво є явищем культурного життя людства, специфічною духовною потребою безпосереднього спілкування зі святинями. У більшості релігій паломництво відіграє традиційну місіонерську роль, сприяючи утвердженню релігійних істин в суспільстві. 
Духовно паломницький туризм має вузьку соціально-психологічну базу та географічну спрямованість. Він тісно пов'язаний із лікувально-оздоровчим туризмом. Наприклад, багато духовних центрів Індії є центрами аюрведичного лікування. В Індії аюрведа - це комплексна наука лікування, омолодження організму та запобігання захворюванням, які виникають як наслідок порушення гармонії між енергією людини та Всесвіту. Різні практики та настанови, що даються в багатьох ашрамах, а також у Золотому Місті, часто виходять за рамки релігій або не мають безпосереднього (видимого) релігійного підґрунтя. Підкреслюється їхня універсальність для людей різних віросповідань, національностей, статі, віку та професії. Мета таких практик - допомогти людині у вирішенні її проблем, а також у її духовному та моральному самовдосконаленні, пізнанні своєї внутрішньої духовної природи.
Слід зазначити близькість духовно паломницького туризму та інших видів туризму. Наприклад, щороку багато туристів відвідують Китай для занять цігунством. 
Цігун - це комплекс рухових та дихальних вправ. Цигун допомагає людині набрати великий запас життєвих сил, або енергії ці, як вважають китайці. Так що така поїздка містить елементи релігійного, спортивного та лікувально-оздоровчого туризму.